# خون بی‌گناه (فیلم ۱۹۹۲)
خون بی‌گناه (به انگلیسی: Innocent Blood) (در برخی کشورها با نام خون‌آشام فرانسوی شناخته می‌شود) یک فیلم ترسناک آمریکایی در سبک کمدی سیاه به کارگردانی جان لندیس و نویسندگی مایکل وولک است که در سال ۱۹۹۲ منتشر شد. در این فیلم آن پاریو در نقش یک خون‌آشام زیبای فرانسوی بازی می‌کند که خود را در مقابل یک باند اوباش به رهبری سالواتوره ماچلی (رابرت لوجا) می‌بیند که در نهایت تبدیل به یک خون آشام می‌شود و برای ساختن یک سندیکای جنایتکار از خون آشام‌ها نقشه می‌کشد.
این فیلم به دلیل ترکیبی از ژانرهای خون آشامی، گانگستری و پلیسی قابل توجه بود. ولی فیلم یک بمب گیشه شد و تنها ۵ میلیون دلار از بودجه ۲۰ میلیون دلاری خود به دست آورد.

## گیشه
خون بی‌گناه در ۲۵ سپتامبر ۱۹۹۲ اکران شد و در آخر هفته افتتاحیه ۱٫۸۵۷٫۶۵۸ دلار فروخت و رتبه هفتم را در گیشه به دست آورد. این فیلم در پایان اکران خود به فروش داخلی ۴٫۹۴۳٫۲۷۹ دلار رسید.

## بازخوردها
این فیلم نقدهای متفاوتی از سوی منتقدان دریافت کرد. در راتن تومیتوز، بر اساس ۲۵ بررسی، با میانگین امتیاز ۴٫۹ از ۱۰ امتیاز ۳۶٪ را دارد.